# La Tour de Babel (Alix)
La Tour de Babel est une aventure d'Alix publiée en 1981 qui fait suite à La Tiare d'Oribal (quatrième album de la série).

## Synopsis
Aidés par le romain Claudius Glarus, Alix et Enak se rendent à Jérusalem pour y rencontrer un inconnu. Ils rentrent en contact avec Hiram Khal, l'homme de confiance d'Oribal qui leur révèle la grave situation dans laquelle se trouve le jeune souverain et la nécessité de se rendre au plus vite à la capitale Zür-Bakal, près de Persépolis.
Après son accession au trône, Oribal, en grand admirateur de la civilisation grecque, s'entoura de conseillers et d'artistes grecs, fit ériger des statues à la gloire d'Alexandre le Grand ainsi qu'un temple dédié à la Concorde et Apollon et imposa le port de vêtements grecs à son entourage et à la population.
La construction du nouveau temple ayant exigé beaucoup d'argent, de nouveaux impôts furent levés, ce qui provoqua une révolte du peuple soutenue par le clergé qui estimait que ces changements étaient une insulte à leurs coutumes. Oribal dut s'appuyer sur l'armée qui réprima cet élan dans le sang. Désormais, prisonnier dans une spirale de violence, seul Alix (dont le prestige auprès de la population est resté intact) pourrait le sauver.
Le récit montrera qu'Oribal a été exécuté par décapitation.

## Séquences notables
- Alix et Enak visitent le temple de Jérusalem.
- Un flash-back évoque la bataille de Gaugamèles (Alexandre le Grand contre Darius).

### Documentation
- Bruno Lecigne, « Le Guide des meilleurs albums : La Tour de Babel », dans Jean-Luc Fromental (dir.), L’Année de la bande dessinée 81/82, Paris, Temps Futurs, 1982, p. 55.